# Storegade (Flensborg)
 For alternative betydninger, se Storegade. (Se også artikler, som begynder med Storegade)
Storegade (dansk) eller Große Straße (tysk) er en gågade i centrum af Flensborg, der strækker sig fra Nørretorvet til Rådhusgaden (Rathausstraße), hvorefter gågaden fortsætter som Holmen. På gaden ligger blandt andet Helligåndskirken. 
Storegade og Holmen blev 1976 omdannet til gågade og danner sammen forbindelse mellem Sønder- og Nørretorvet. Da der endnu var sporvogne i Flensborg, gik en af hovedlinjerne til Aabenraagade gennem Storegade. Fra gaden udgår den lille sidegade Helligåndsgangen. Gangen fører op til Museumsberget.